# Лужица
Лу́жица, Лузация, Ла́узиц (также Лужицкая Сербия; редко известное под названием Сорбия; нем. Lausitz, в.-луж. Łužica, н.-луж. Łužyca, пол. Łużyce, чеш. Lužice) — регион, расположенный на территории нынешних немецких земель Саксония и Бранденбург и юго-западной Польши (Нижнесилезское воеводство), ранее славянская область (сорбов (нем. Sorben)), с 1815 года одной частью входящая в состав Пруссии, другой — Саксонии.
Подразделяется на Нижнюю Лужицу (равнинная северная часть) и Верхнюю Лужицу (холмистая южная часть). В каждой части существует свой язык. Столицей Нижней Лужицы является город Хотебус (нем. Котбус), а Верхней Лужицы — Будышин (нем. Баутцен). В Лужице наряду с немцами живёт малая славянская народность — лужичане, или лужицкие сербы. 40 тыс. лужичан проживают в Верхней Лужице (земля Саксония) и 20 тыс. — в Нижней Лужице (земля Бранденбург). Говорят лужичане на лужицких языках, все владеют немецким.

## История

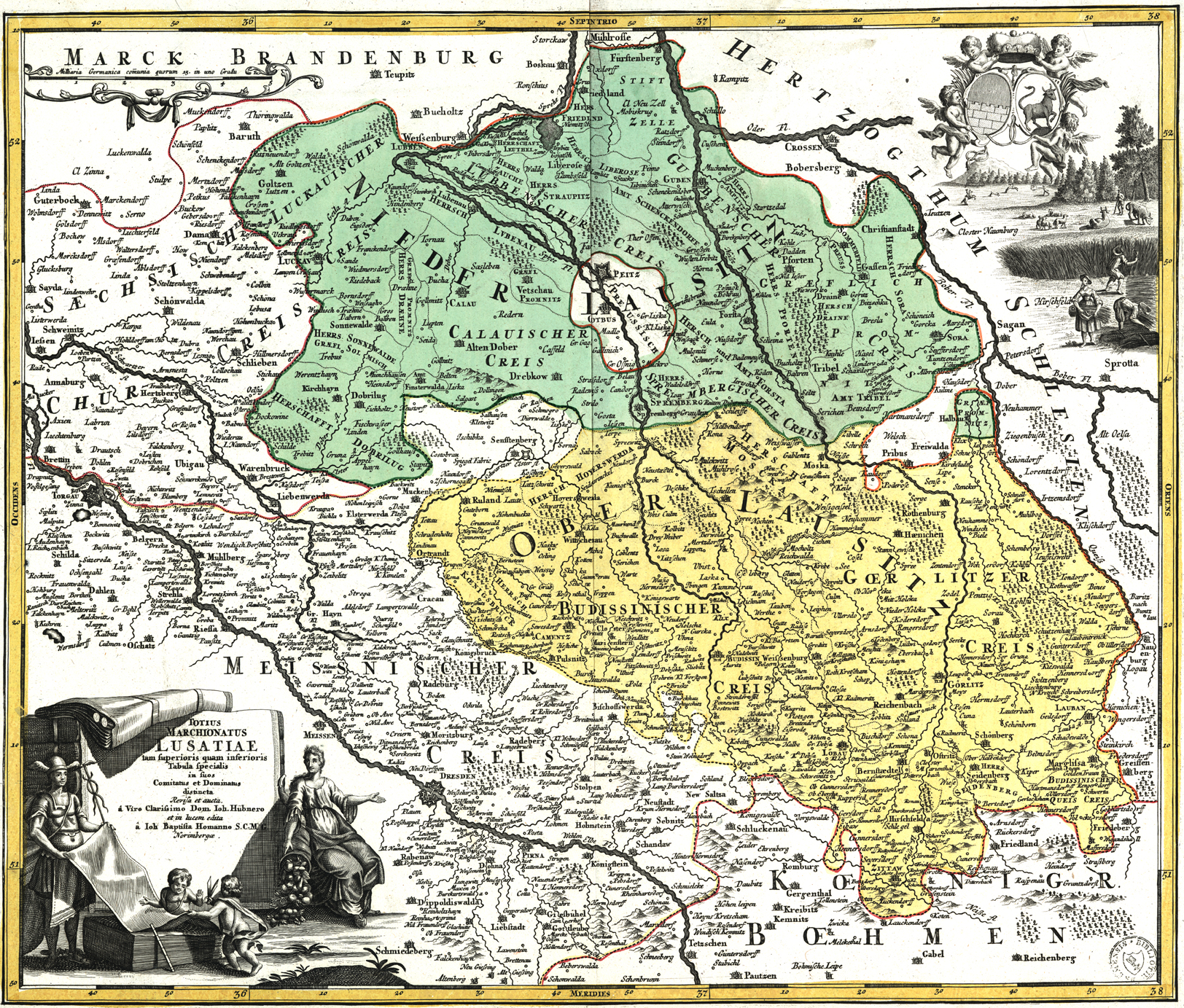
Карта Лужицы, около 1715 года. Составил Иоганн Гоманн

Следы своего пребывания в Лужице оставили кельтские племена, которых позже сменили восточногерманские племена. Во время переселения народов эту территорию заняли славянские племена, называемые полабами. Потомками некоторых из этих племён являются сегодняшние лужичане.
Лужичане или сербы лужицкие, славянское население Лузации или Лужиц, в V веке н. э. пришли с Вислы и Одера.
В 623—658 годах Лужица входила в состав славянского государства Само — древнейшего из известных на сегодняшний день славянских государственных образований. С VII пo VIII века на территории Лужицы существовали племенные объединения, управлявшиеся родовыми вождями — жупанами. Одним из них был Милидух — «король» сербо-лужицких племен, в 806 году воевавший с франками. В IX веке (вплоть до 907 года) входила в состав Великоморавского государства.
В 963 году Лужица была завоёвана Геро I, графом Саксонской Восточной Марки. В 965 году она стала самостоятельной Лужицкой маркой или маркграфством Лаузитц (Mark Lausitz, Markgrafschaft Lausitz).
С 1002 года польский князь Болеслав I Храбрый неоднократно захватывал Лужицкую марку, а 30 января 1018 года по Баутценскому (Будишинскому) миру с королём Германии и императором Священной Римской империи Генрихом II Болеслав Храбрый присоединил Лужицу к Польше.
В 1031—1032 годах Лужица попала в Германию и вошла в состав маркграфства Мейсен, и стала Лужицкой маркой.
Верхняя Лужица (Земля Будишина) была передана Фридрихом I Барбароссой чешскому королю Владиславу в середине XII века. С середины XIII века до 1319 года находилась во владении Асканиев. После угасания в 1319 году бранденбуржской ветви Асканиев Верхняя Лужица была разделена между чешским королём Иоганном Люксембургским и яворским герцогом Генрихом I. В ходе обменов территориями в 1329 и 1337 годах вся Верхняя Лужица попала под власть чешского короля.
В 1367 году Лужицкая марка (Нижняя Лужица) была продана королю Чехии и Германии и императору Священной Римской империи Карлу IV из рода Люксембургов. Тогда она стала автономной территорией в составе королевства Богемия (Чехии). В составе Богемии Лужица оставалась до Пражского мира 1635 года.
В 1635—1815 годах Лужица по итогам Тридцатилетней войны была частью Саксонии, а потом частью Пруссии (северная часть после раздела Саксонии в 1815). Немецкая экспансия, существовавшая с XII века, прежде всего в горах и малозаселённых районах, стала причиной того, что славяне с XIII века стали в этом регионе меньшинством.
В 1815 году в рамках административной реформы прусского государства часть Лужицы была присоединена к новообразованной провинции Силезия. С 1871 года подчинена объединённой Германии. В 1919 году делегация лужичан присутствовала на работе версальской конференции, где договаривалась о создании общего с чехами государства. Тем не менее лужичане не были допущены к голосованию.
После повторного объединения Германии 3 октября 1990 года лужичане боролись за приобретение статуса административной единицы автономии, однако федеральные власти не дали на это согласия и произошёл новый раздел между Саксонией и Бранденбургом. Тем не менее, лужичане пользуются привилегиями национальных меньшинств — владеют собственными школами и культурными организациями, а надписи на местных вывесках двуязычны.

## Лужицкие столицы
Поскольку Лужица не является и никогда не была единой административной единицей, Верхняя и Нижняя Лужицы имеют различную, но в некоторых отношениях сходную историю. Город Котбус — самый большой в регионе; и хотя сейчас он признан культурной столицей Нижней Лужицы, впрочем, являясь с 1445 года бранденбургским эксклавом в лужицких владениях соседей, он таким образом на протяжении почти четырёх столетий (до 1815 года) был обособлен от остальной Лужицы. Исторически административными центрами Нижней Лужицы были Луккау и Люббен, а исторической столицей Верхней Лужицы — Баутцен. С 1945 года, когда небольшая часть Лужицы к востоку от линии Одер — Нейсе была включена в состав Польши, Жары был объявлен столицей польской Лужицы.

## Гимн Лужицы
Основная статья: Гимн лужицких сербов
| Нижнелужицкий язык Rědna Łužyca | Верхнелужицкий язык Rjana Łužica |
| --- | --- |
| Rědna Łužyca, spšawna, pśijazna, mojich serbskich woścow kraj, mojich glucnych myslow raj, swěte su mě twoje strony. Cas ty pśichodny, zakwiś radostny! Och, gab muže stanuli, za swoj narod źěłali, godne nimjer wobspomnjeśa! | Rjana Łužica, sprawna přećelna, mojich serbskich wótcow kraj, mojich zbóžnych sonow raj, swjate su mi twoje hona! Časo přichodny, zakćěj radostny! Ow, zo bychu z twojeho klina wušli mužojo, hódni wěčnoh wopomnjeća! |